# Edith Fowke
Edith Fowke (Lumsden, Saskatchewan, 30 de abril de 1913 - Toronto, 28 de março, 1996) foi uma folclorista canadense cujo serviço literário lhe legou a Ordem do Canadá. Graduada na Universidade de Saskatchewan, apresentou o programa Folk Song da CBC Radio de 1950 a 1963. Escreveu diversos livros com o folclorista e compositor Richard Johnston. É notável as gravações que fez das canções tradicionais dos cantores O. J. Abbott, LaRena Clark, e Tom Brandon.

## Livros
- Folk Songs of Canada (1954)
- Fowke, Edith (1969). Sally Go Round The Sun: 300 Songs, Rhymes, and Games of Canadian Children. [S.l.: s.n.] ISBN 0-385-02513-0
- Lumbering Songs from the Northern Woods (1970)
- The Penguin Book of Canadian Folk Songs. Selected and Edited by Edith Fowke (1973)
- Fowke, Edith; Glazer, Joe (1973). Songs of Work and Protest. New York: Dover Publications. ISBN 9780486228990. OCLC 260008507 )
- Folklore of Canada:Tall Tales, Stories, Rhymes and Jokes From Every Corner of Canada (1976)
- Singing Out History: Canada's Story in song (1984)
- Traditional Singers and Songs from Ontario by Edith Fowke and Katherine Boykowycz (1985)
- Red Rover, Red Rover: Children's Games Played in Canada (1988)
- Tales Told in Canada (1988)
- Canadian Folklore Perspectives on Canadian Folklore (1988)
- A Family Heritage: The Story and Songs of Larena Clark by Edith Fulton Fowke and Jay Rahn (1994)
- Legends Told in Canada. [S.l.: s.n.] 1995
- Fowke, Edith (1993). Folktales of French Canada. [S.l.: s.n.]
- Vikar, L; Jeanette Panagapka (2004). Songs of the North Woods: As sung by O J Abbott and Collected by Edith Fowkes. [S.l.: s.n.]